# Vittnet som försvann
Vittnet som försvann är en amerikansk film noir från 1950 i regi av Norman Foster. Foster skrev även filmens manus tillsammans med Alan Campbell. 

## Om filmen
Vittnet som försvann visades i SVT i december 2021.

## Rollista
| Ann Sheridan         | – Eleanor Johnson |
| Dennis O'Keefe       | – Dan Legget      |
| Robert Keith         | – Ferris          |
| John Qualen          | – Maibus          |
| Frank Jenks          | – Shaw            |
| Ross Elliott         | – Frank Johnson   |
| Joan Shawlee         | – blondin         |
| J. Farrell MacDonald | – kapten          |
| Steven Geray         | – dr Hohler       |
| Victor Sen Yung      | – Sam             |